# Klistrón
El klistrón o klystron es una válvula de vacío de electrones en la cual se produce una modulación inicial de velocidad impartida a los electrones. En la última etapa se genera un campo eléctrico que es función de la velocidad modulada del haz de electrones y que finalmente genera una corriente de microondas. Se utiliza como amplificador en la banda de microondas o como oscilador.
Fue inventada en 1937 por los hermanos Russell y Sigurd Varian quienes estudiaban y trabajaban en la universidad estadounidense de Stanford.
Se distinguen dos tipos de klistrones:
- klistrón de dos cavidades: en una cavidad se modula el haz de electrones por la señal de entrada, y en la segunda cavidad se extrae la señal amplificada.

- klistrón reflex: sólo contiene una cavidad. El haz de electrones la atraviesa dos veces: en la primera se modula con la señal; se refleja en un electrodo negativo, llamado reflector, y regresa a la cavidad, donde se extrae la señal. Fue de amplio uso como oscilador de microondas en radares y equipos de laboratorio.

Los klistrones pueden trabajar a frecuencias que superan los 200 GHz. Los de varias cavidades se utilizan como amplificadores de alta potencia.
Con mayor número de cavidades se consigue mayor ganancia. Algunos tienen hasta siete cavidades.
Sintonizando todas las cavidades a la misma frecuencia se consigue la máxima ganancia y el menor ancho de banda y variando la sintonía de las cavidades se aumenta el ancho de banda y la ganancia disminuye.
Se utilizan en radares, transmisores de TV, satélites, medicina,  etc.

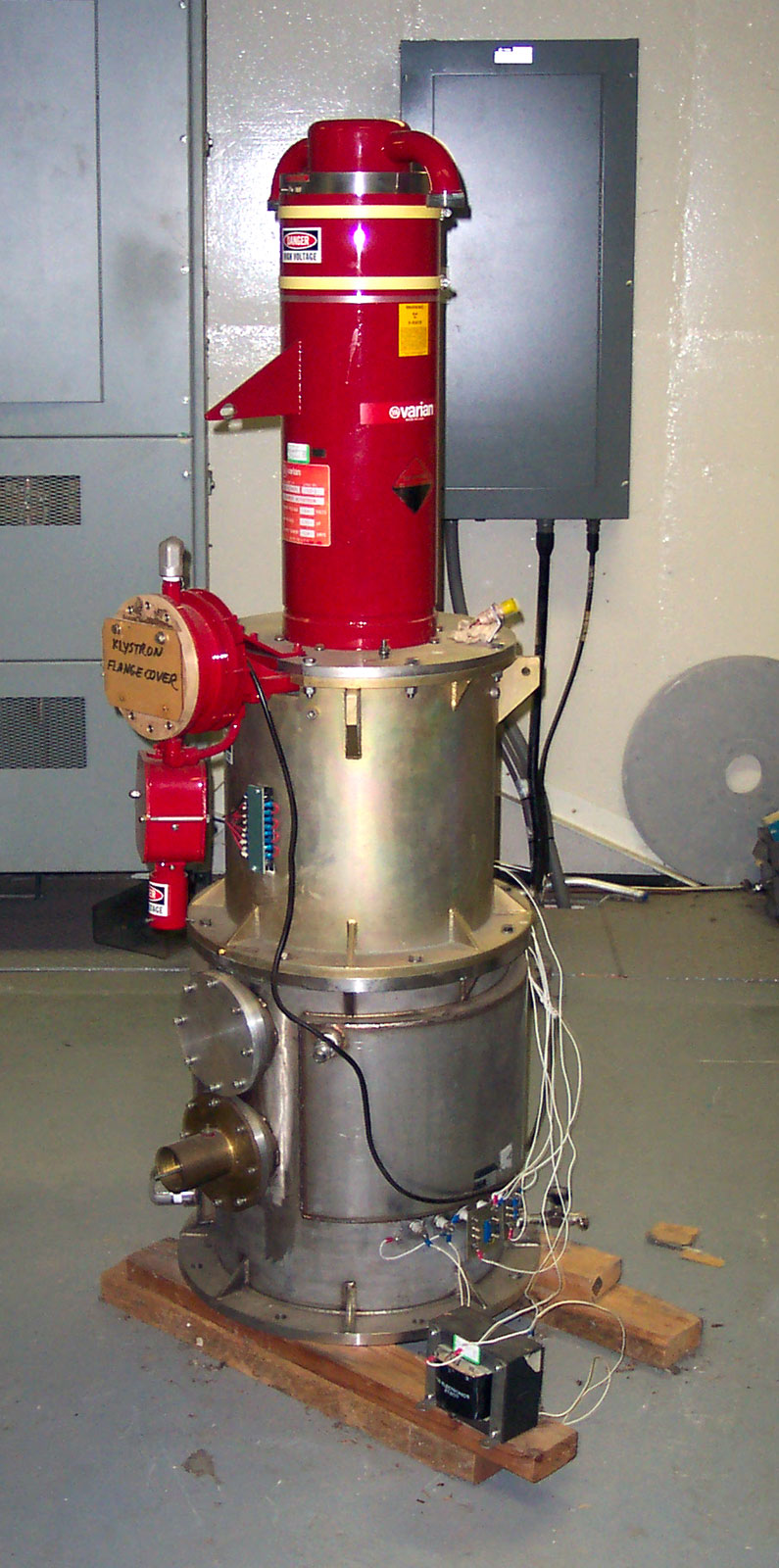
Klistrón utilizado en un centro de investigación de comunicaciones espaciales en Camberra Australia.

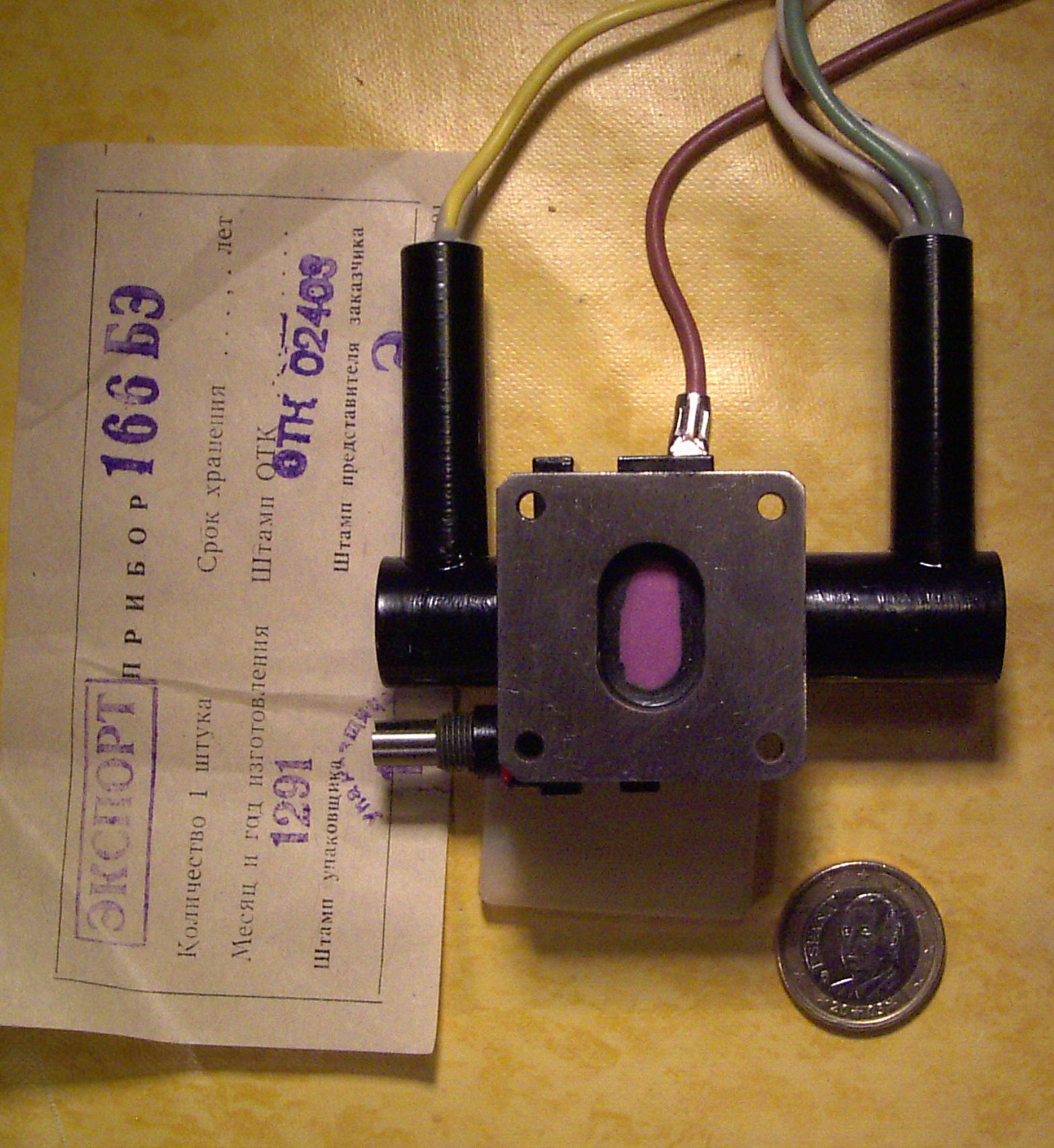
Klistrón réflex con salida en guía. Modelo K166b, de procedencia soviética.

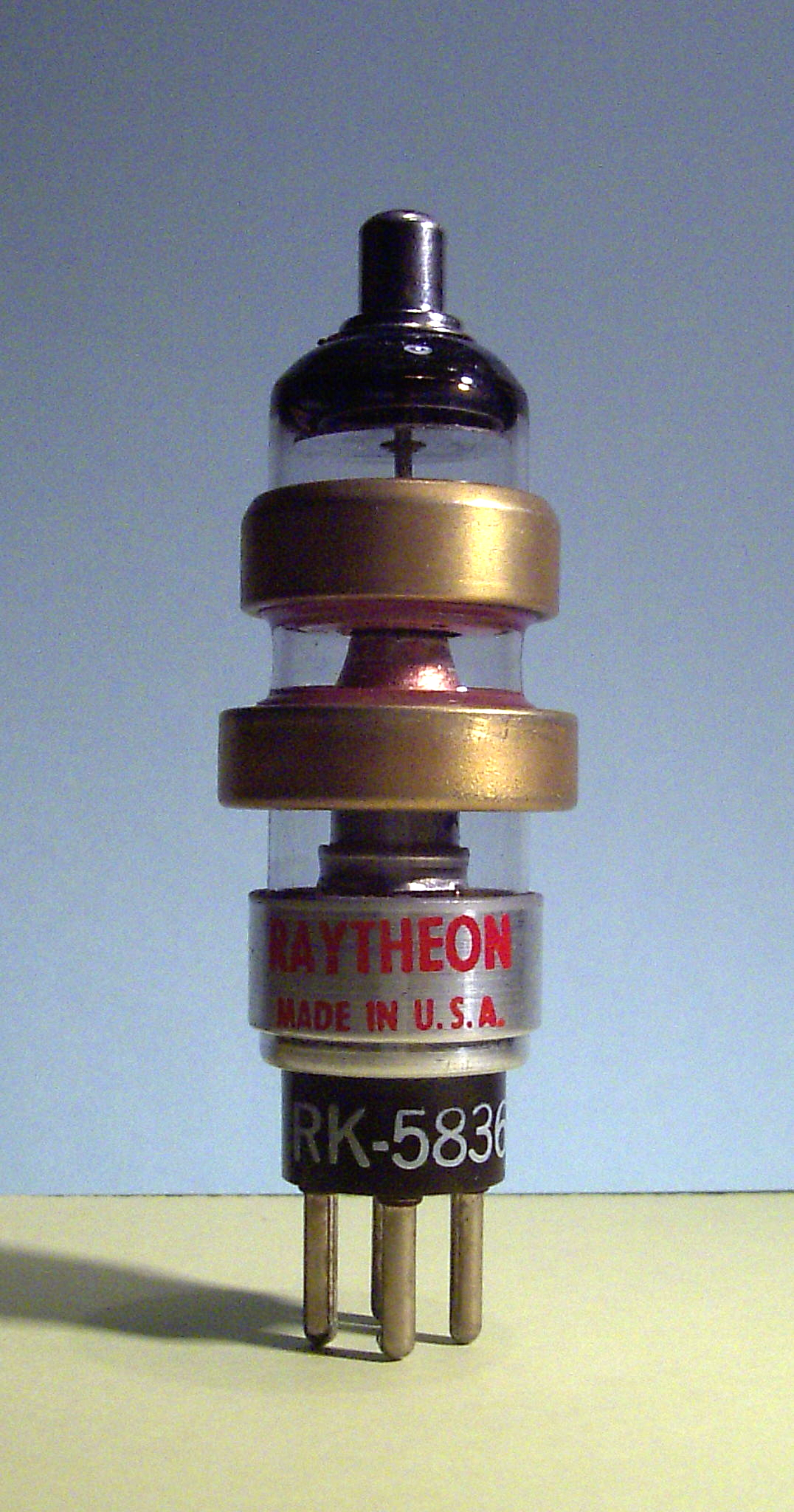
Klistrón réflex de cavidad externa. Modelo RK5836.

- Datos: Q863109
- Multimedia: Klystrons / Q863109